# Хотња
Хотња је насељено место у општини Покупско, у Туропољу, Хрватска. До нове територијалне организације у Хрватској место је припадало бившој великој општини Велика Горица.

## Становништво
На попису становништва 2011. године, Хотња је имала 236 становника.

## Попис1991.
На попису становништва 1991. године, насељено место Хотња је имало 260 становника, следећег националног састава:
| Попис 1991.‍ | Попис 1991.‍ | Попис 1991.‍ | Попис 1991.‍ | Попис 1991.‍ |
| ----------- | ----------- | ----------- | ----------- | ----------- |
|             |             |             |             |             |
| Хрвати      | Хрвати      |             | 257         | 98,84%      |
| Албанци     | Албанци     |             | 1           | 0,38%       |
| Срби        | Срби        |             | 1           | 0,38%       |
| непознато   | непознато   |             | 1           | 0,38%       |
| укупно: 260 |             |             |             |             |